# CEAM Modèle 1950
Le CEAM (littéralement : Centre d'Études et d'Armement de Mulhouse), ou AME 49 (atelier mécanique de Mulhouse) a été conçu par l'ingénieur allemand Ludwig Vorgrimler et était un prototype de fusil d'assaut chambré en .30 Carbine basé sur le Sturmgewehr 45. Il fut également chambré en différents calibres mais le projet fut annulé, la France se concentrant sur les calibres 7,5 mm et 7,62 mm (calibre standard de l'OTAN).
Le concept fut finalement repris pour la production par la CETME en Espagne d'un fusil d'assaut dont le dessin servira de base au HK G3.